# Liste der Bischöfe von Wolverhampton
Die Liste der Bischöfe von Wolverhampton stellt die bischöflichen Titelträger der Church of England, der Diözese Lichfield, in der Province of Canterbury dar. Der Titel wurde nach der Großstadt Wolverhampton benannt.
| Liste der Bischöfe von Wolverhampton | Liste der Bischöfe von Wolverhampton | Liste der Bischöfe von Wolverhampton | Liste der Bischöfe von Wolverhampton |
| Von                                  | Bis                                  | Name                                 | Anmerkungen                          |
| ------------------------------------ | ------------------------------------ | ------------------------------------ | ------------------------------------ |
| 1979                                 | 1985                                 | Barry Rogerson                       | danach Bischof von Bristol           |
| 1985                                 | 1993                                 | Christopher Mayfield                 | danach Bischof von Manchester        |
| 1994                                 | 2007                                 | Michael Bourke                       |                                      |
| 2007                                 | 2023                                 | Clive Gregory                        |                                      |
| 2024                                 | Gegenwart                            | Tim Wambunya                         |                                      |